# Mesochorus depressus
Mesochorus depressus là một loài tò vò trong họ Ichneumonidae.